# Punct de prezență
Un punct de prezență (engleză: Point-Of-Presence, prescurtat POP) este la origine un nod dintr-o rețea de telecomunicații/telefonie americană, unde o mare companie (ca de ex. South Bell sau și altele) își întrerupe prezența pe teritoriu, predând prestarea de servicii la o altă companie, locală, mai mică.
În epoca Internetului un "POP" este un punct (centru) care asigură accesul la Internet mai multor utilizatori. Constă de obicei dintr-unul sau mai multe servere, rutere și comutatoare de rețea (switches).